# Bankhaus Seeligmann

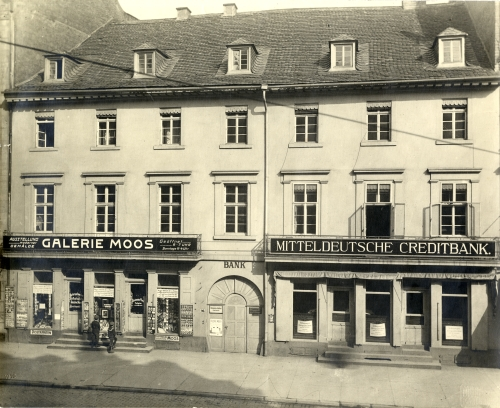
Bankhaus Seeligmann in Karlsruhe nach der Übernahme durch die Mitteldeutsche Creditbank, 1916

Das Bankhaus Seeligmann in Karlsruhe wurde ursprünglich von Albert Haas gegründet und 1877 von seinem Neffen Alfred Seeligmann (* 12. August 1846; † 5. Juni 1917) übernommen und umbenannt. 1916 wurde die jüdische Privatbank von der Mitteldeutschen Creditbank aufgekauft.

## Geschichte
Im Jahr 1870 hatte Albert Haas mit anderen Teilhabern am Karlsruher Friedrichsplatz ein Geschäftshaus errichten lassen, worin er ein Bankgeschäft betrieb. 1877 übernahm Alfred Seeligmann die Bank und führte sie unter dem Namen Bankgeschäft Alfred Seeligmann & Cie fort. Das Gebäude gehörte zwischenzeitlich der Badischen Bank in Mannheim.
Alfred Seeligmann war der Sohn des Kaufmanns Julius Seeligmann (* 1815 in Karlsruhe; † 1890) und der Rosalie geborene Haas (* 1823 in Karlsruhe; † 1893). Er heiratete 1875 seine Cousine Sophie († 1896) aus Mannheim, die Tochter von Henriette geborene Haas und dem Bankier Moritz Fraenckel.
1880 wurden die Wohnung und die Bankbüros in das eigene Haus Kaiserstraße 96 verlegt. 1891 richtete der Landauer Architekt Ludwig Levy einen neuen Kassenraum ein.
1902 trat Oskar Seeligmann als Angestellter in die väterliche Bank ein und zwei Jahre später wurde er Gesellschafter der Bank. Ab 1906 hieß die Bank Alfred & Oskar Seeligmann.
Der Seniorchef Alfred Seeligmann war Mitglied in den Aufsichtsräten folgender Firmen: Dyckerhoff & Widmann, Eisenwerke Gaggenau, Badische Gesellschaft für Zuckerfabrikation Waghäusel (heute Südzucker AG), Badische Baumwollspinnerei und -weberei Neurod, Mühlburger Brauerei-Gesellschaft (vormals Seldenecksche Brauerei),
Chemische Fabrik (vormals Goldenberg Geromont & Cie), Spinnerei und Weberei Offenburg, Mitteldeutsche Creditbank (Frankfurt a. M.) und Gewerbe- und Vorschussbank Karlsruhe.
Alfred Seeligmann plante für die Bank in der Kaiserstraße 96 einen fünfgeschossigen Neubau. Die beauftragten Architekten waren G. Betzel und F. Betzel. Zum 1. Januar 1916 wurde die Bank mit dem Gebäude an die Mitteldeutsche Creditbank verkauft und im April des gleichen Jahres wurde der Altbau abgerissen. Die Mitteldeutsche Creditbank fusionierte 1929 mit der Commerzbank.